# Conger verreauxi
Conger verreauxi es una especie de pez del género Conger, familia Congridae. Fue descrita científicamente por Kaup en 1856.
Se distribuye por el Océano Índico Oriental: desde Australia Occidental hasta Nueva Gales del Sur. Pacífico Sudoccidental: Nueva Zelanda. La longitud total (TL) es de 200 centímetros con un peso máximo de 5 kilogramos. Habita en áreas rocosas y puede alcanzar los 45 metros de profundidad.
Está clasificada como una especie marina inofensiva para el ser humano.